# Nils Petersen
Nils Petersen, född 6 december 1988 i Wernigerode, Bezirk Magdeburg, Östtyskland, är en tysk före detta fotbollsspelare.

## Uppväxt
Nils Petersens karriär påbörjades i hemstadens fotbollsklubb, FC Einhet i Wernigerode, och därifrån fortsatte han senare till VfB Germania i Halberstadt. 2005 började Petersen på en skola i Jena med idrottsinriktning, och i och med detta byte han klubb till FC Carl Zeiss Jena där han spelade i ungdomslaget fram till studenten 2007.

## Proffskarriär

### FC Carl Zeiss Jena
I februari 2005 skrev Nils Petersen på ett ungdomskontrakt med FC Carl Zeiss Jena. I januari 2007 gick han vidare till A-laget. Redan innan Petersen gick vidare till A-laget hade han fått erfarenhet genom att spela matcher tillsammans med Oberligas reservlag. Petersens professionella debut i A-laget blev den 4 februari 2007 när de förlorade med 0-1 mot gästande 1. FC Köln. Han kom då in som reserv för Mohammed El Berkani.
Petersen blev känd som lagets super-sub, "sista utväg", då han ofta kom in i sena skeden i matcherna och gjorde avgörande mål, som till exempel mot Alemannia Aachen, FC Erzgebirge Aue och 1. FC Kaiserslautern.

### FC Energie Cottbus
Under transferperioden vintern 2008-2009 skrev Nils Petersen på kontrakt för FC Energie Cottbus. Petersen gjorde därmed sin första insats i Bundesliga, den högsta ligan i Tyskland. Hans första insats blev mot Bayer Leverkusen den 23 maj 2009, den matchen vann Cottbus klart med 3-0 inför hemmapubliken. Ligan i övrigt hade inte gått lysande och i kvalmatchen mot 1. FC Nürnberg förlorade man och relegerades därmed till 2. Bundesliga. Under hösten 2009-2010 fick Petersen spela väldigt sällan och det var först under våren som det släppte för honom. Han gjorde 9 mål på 14 matcher och lyckades därmed säkra sig en plats i startelvan. 
Följande säsong, 2010–2011, blev Petersens stora genombrott och han lyckades ta hem titeln som skyttekung i 2. Bundesliga med hela 25 mål på 33 matcher. Cottbus lyckades dock inte ta sig tillbaka till högsta ligan den säsongen och intresset att värva Petersen blev stort bland övriga klubbar i Tyskland. Trots detta valde Petersen att förlänga sitt kontrakt med Cottbus till juni 2014.

### FC Bayern München
Bara ett par månader efter kontraktsförlängningen med Cottbus stod det dock klart, den 19 maj 2011, att Nils Petersen skulle komma att lämna FC Energie Cottbus och 2. Bundesliga för Bundesliga och klubben Bayern München. Petersen fick ett kontrakt som löper ut den 30 juni 2014 samt tröjnummer 9, ett legendariskt nummer för just Bayern München då den tidigare burits av stjärnor som Gerd Müller, Giovane Elber och senast Luca Toni. Målformen höll i sin även i Bayern och Petersen slog in tre mål mot Trentino Selection i en vänskapsmatch mot ortsbefolkningen i staden Trentino där klubben tränar över sommaren. Hans första mål i Bundesliga kom mot Freiburg när han i matchens slutskede skickade in 7-0.
Då Nils Petersen spelade i Bayerns startelva, var både Mario Gomez och Ivica Olic skadade.

## Landslagskarriär
Petersen har spelat i Tysklands U19-landslag, där han gjorde mål mot Ryssland i 2007 års U19-Europamästerskap i fotboll för herrar samt i Tysklands U20-landslag och från och med den 6 augusti 2009 i Tysklands U21-herrlandslag i fotboll.